# Parevia cinerea
Parevia cinerea är en fjärilsart som beskrevs av Rothschild 1913. Parevia cinerea ingår i släktet Parevia och familjen björnspinnare. Inga underarter finns listade i Catalogue of Life.